# Fadil Hadžić
Fadil Hadžić (Bileća, 23 april 1922 – Zagreb, 3 januari 2011) was een prominent Kroatisch regisseur, scenarioschrijver, toneelschrijver, journalist en schilder in het voormalige Joegoslavië. Hadžić is vooral bekend geworden door zijn komische films en toneelstukken.
Hadžić werd geboren als een Bosniak in Bileća. Hij studeerde schilderkunst aan de kleinkunstacademie in Zagreb. Later werd hij redacteur bij een aantal populaire tijdschriften zoals: Kerempuh, Vjesnik u Srijedu en Telegram. Hij was een van de stichters van de prominente theaters Jazavac (tegenwoordig het Kerempuh theater) en Komedija in Zagreb. Ook heeft hij gewerkt als artistiek leider van het Kroatisch Nationaal Theater in Zagreb.
Zijn debuut als scenarioschrijver had hij in 1952 met de geanimeerde film 'Het Spookkasteel in Dudince' (Kroatisch: Začarani dvorac u Dudincima), geregisseerd door Dušan Vukotić. In 1961 had Hadžić zijn regisseursdebuut met de film 'Angst Alfabet' (Abeceda straha). In de jaren 60 werd hij een zeer veelzijdig en productief regisseur. Zijn film 'Officiële Positie' (Službeni položaj) won in de categorie 'Beste film' de Grote Gouden Arena op het Pula Film Festival te Pula. In de jaren 70 en 80 werd hij minder actief maar in 1979 won hij in de categorie 'Beste Regisseur' de Grote Gouden Arena voor zijn film 'Journalist' (Novinar).
Begin jaren-80 stopte Hadžić met het maken van films en begon weer met het schrijven van toneelstukken. In deze periode schreef hij meer dan 57 populaire toneelstukken, hield hij 14 tentoonstellingen voor zijn schilderijen. In 2003 en 2005 werd hij weer actief op het gebied van film. Hij regisseerde een stel verfilmingen van zijn komische toneelstukken, gevolgd in 2008 door het oorlogsdrama 'Herinner Vukovar' (Zapamtite Vukovar).
Fadil Hadžić stierf op 3 januari 2011 in Zagreb op 89-jarige leeftijd.